# Råby, Kalmar kommun
Råby är en liten ort strax utanför Ljungbyholm i Ljungby socken i Kalmar kommun, Kalmar län. Råby innefattar tre gårdar, varav på den ena har det funnits det ett gammalt mejeri.